# Площадь Ананьина
Площадь Ана́ньина — площадь в историческом центре Торжка. От площади начинаются улицы Луначарского, Подольная, Белинского, Володарского. К ней примыкают площади 9 Января и Пушкина. Сохраняет ансамбль исторической застройки XVIII—XIX вв.

## История
Современная площадь Ананьина соответствует территории двух исторических площадей: Сенной площади (восточная часть, у современного здания администрации Торжокского района) и Дровяной площади (западная часть, перед Успенской церковью). Кроме того, купеческая застройка, относящаяся в настоящее время к площади Ананьина, в XIX — начале XX вв. адресовалась по Успенской улице (ныне улица Володарского). С юга к Дровяной площади примыкала Лесная улица. Сенная и Дровяная площади назывались так по располагавшимся на них соответствующим рынкам.
В 1937 (по другим сведениям — в 1936) году на Сенной площади был поставлен памятник С. М. Кирову, скульптор А. М. Бразер, архитектор Ф. Н. Андреев. Во время Великой Отечественной войны была уничтожена застройка на южной стороне площадей и по Лесной улице, в том числе исторический Гостиный двор. В 1945 году рынки были выведены с площади на новое место: единый Центральный рынок расположился между улицами Володарского и Локалова. На площади и к югу от неё, на месте уничтоженной застройки, был разбит сад, получивший название Кировского. В 1947 году Дровяная площадь (название Сенная перестало употребляться ранее) переименована в честь революционера Петра Ивановича Ананьина (1896—1919), родной дом которого располагался на площади.

## Примечательные здания и сооружения

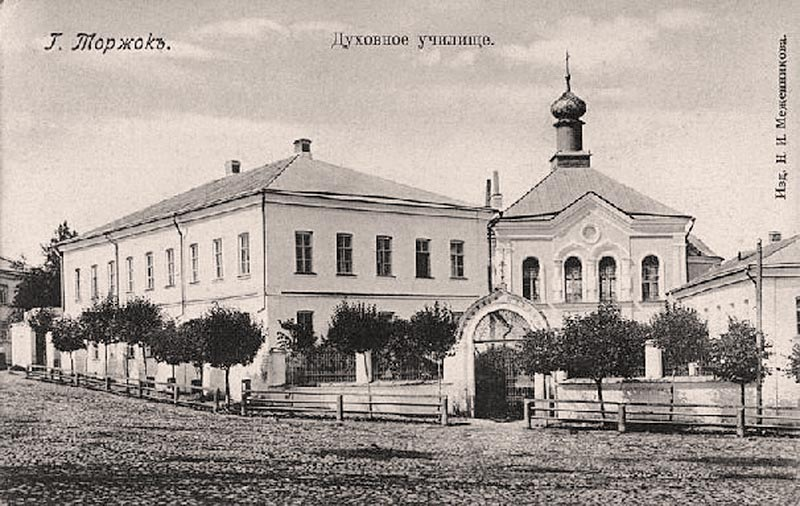
Новоторжское духовное училище на дореволюционном фото

- № 1 (улица Луначарского, 2) — усадьба Вишнякова, конец XVIII — начало XIX вв., объект культурного наследия федерального значения. В настоящее время — здание администрации Торжокского района.
- № 2 (улица Луначарского, 1) — городская усадьба, конец XVIII — начало XIX вв., объект культурного наследия федерального значения[6].
- № 3 — жилой дом дореволюционной постройки, ныне отделение банка.
- № 4 — жилой дом, 2-я половина XIX века, выявленный объект культурного наследия.
- № 5 — жилой дом, 2-я половина XIX века, объект культурного наследия регионального значения[7]. Здание, в котором в 1918—1922 гг. размещались первые советские военно-железнодорожные курсы командного состава РККА.
- № 6 — усадьба Полторацких (Новоторжское духовное училище), XVIII—XIX вв., объект культурного наследия федерального значения[8]. В состав ансамбля входят: главный дом, церковь духовного училища (Александра Невского и Александра Свирского, построена в 1880—1900-х годах)[9], надворный корпус, ограда с воротами.
- № 7 — жилой дом, 2-я половина XIX века, выявленный объект культурного наследия.
- № 8 — городской Дом культуры, построен в 1961 году[10].

Кроме того, на площадь выходит бывшая Успенская церковь (улица Володарского, 2), 1742 год, перестраивалась в 1814 и 1838 гг., объект культурного наследия федерального значения. Ныне Торжокская типография.